# Окуловка (река)
Оку́ловка — река на острове Сахалин, правый приток реки Лютога.
Впадает в реку Лютога за 78 км от её устья, протекает по территории Холмского городского округа Сахалинской области.
Длина реки составляет 17 км, площадь водосборного бассейна — 41,8 км². Общее направление течения — с севера на юг.

## Данные водного реестра
По данным государственного водного реестра России относится к Амурскому бассейновому округу.
Код объекта в государственном водном реестре — 20050000212118300006434.